# Martha Stewart

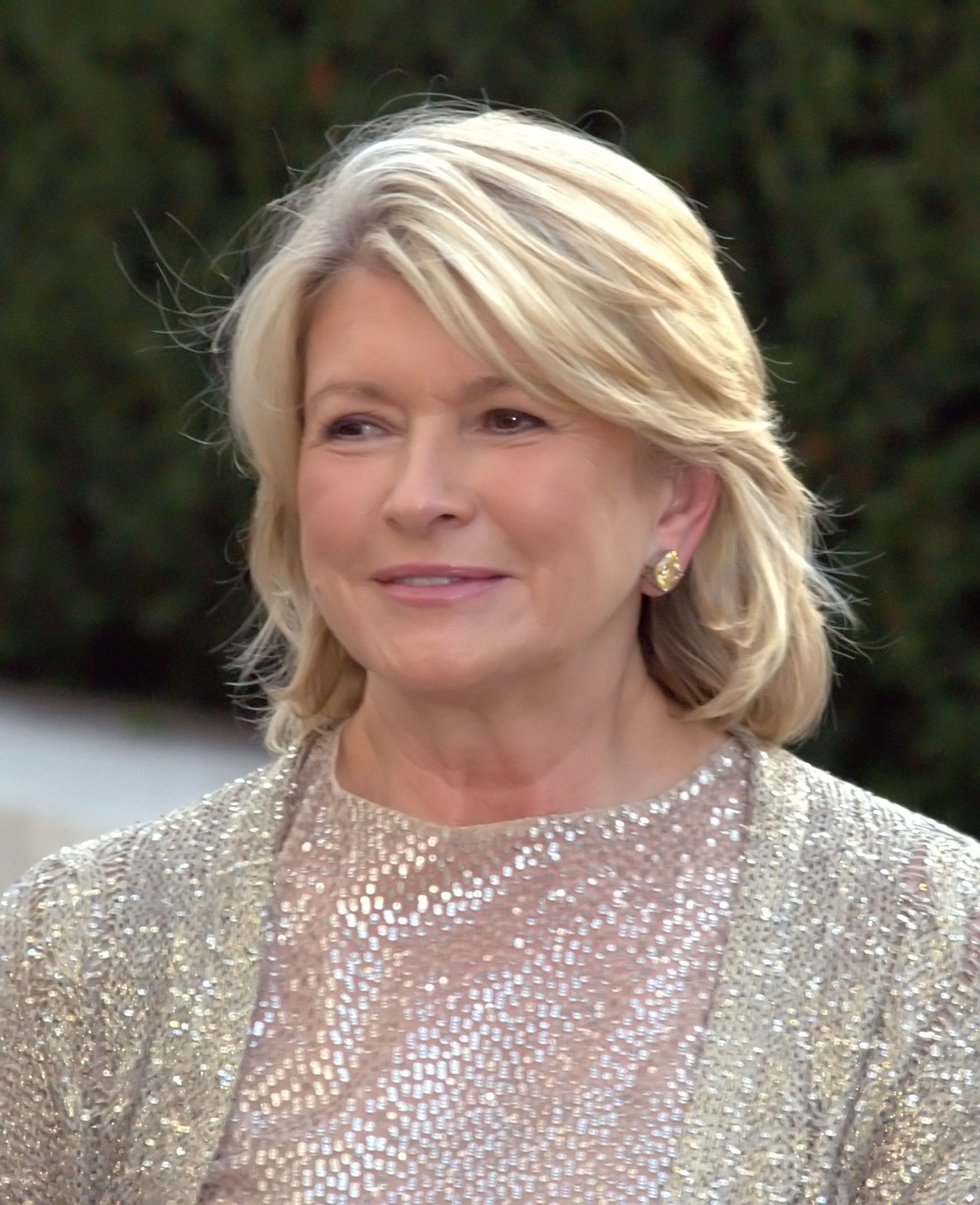
Martha Stewart, 2009

Martha Stewart (* 3. August 1941 als Martha-Helen Kostyra in Jersey City, New Jersey) ist eine US-amerikanische Fernsehmoderatorin, Fernsehköchin, Unternehmerin und Autorin. Sie wurde bekannt durch ihre Projekte auf Gebieten wie Kochen, Hauswirtschaft, Gartenarbeit, Etikette und Basteln sowie handwerkliche Tätigkeiten. Sie wird oft als „Amerikas beste Hausfrau“ bezeichnet.

## Jugend und Privatleben
Martha Stewart kam 1941 in Jersey City als Tochter des Verkäufers Edward Kostyra (1911–1979) und der Lehrerin Harriet Martha Ruszowska (1914–2007) zur Welt, die wegen des Zweiten Weltkriegs aus Polen emigriert waren. Sie wuchs in Nutley zusammen mit vier Brüdern und fünf Schwestern auf. Sie erhielt nach ihrem College-Abschluss ein Teilstipendium am Barnard College in New York City, während sie ihren Lebensunterhalt als Model finanzierte. Sie machte ihren Bachelor-Abschluss in Kunst, Europäischer Geschichte und Architekturgeschichte.
Sie trat in verschiedenen Fernsehwerbesendungen auf, bis sie 1961 den Jurastudenten Andrew Stewart heiratete und am 27. September 1965 eine Tochter zur Welt brachte. Das Paar ließ sich 1990 scheiden. Nach dem Modeln begann sie eine Karriere als Aktienbrokerin und arbeitete in dem Beruf bis 1973, als die Wall Street in eine Rezession rutschte. Danach schrieb sie in Zeitungen Kolumnen über Kochen, Gartenarbeit und Wohnmöbel.

## Karriere

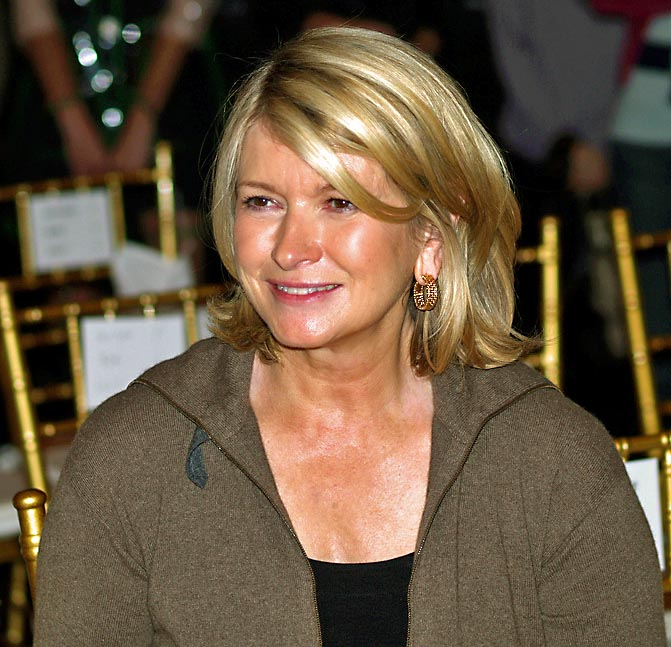
Martha Stewart, 2006

Stewart stieg zur nationalen Prominenz auf, indem sie in regelmäßigen Abständen in der Today Show (einer Sendung über Haus und Freizeit und aktuelle Nachrichten) bei NBC auftrat. 1987 wurde sie Firmensprecherin der Handelskette Kmart und veröffentlichte 1997 ihre erste von neun exklusiven Produktlinien.
In den 80er Jahren war sie Redakteurin von Family Circle („Familienkreis“). 1990 startete sie ihre eigene Zeitschrift Martha Stewart Living und 1993 eine regelmäßig ausgestrahlte Sendung unter demselben Titel. Sie brachte auch eine Kollektion unter dem Namen  Martha Stewart Alltagskollektion  heraus, moderierte beim Fernsehsender Food Network die Sendung In Marthas Küche und die Gartensendung In Marthas Garten  bei Home and Gardening Television (HGTV).
1999 gründete sie ihre eigene Firma Martha Stewart Living Omnimedia, die an der New Yorker Börse notiert ist. Als Vorstandsvorsitzende besaß sie 61 Prozent der Firma und 94 Prozent der Stimmrechte. Stewart besitzt Häuser in Connecticut und in den Hamptons.

## Verurteilung
2002 wurde Stewart erstmals verdächtigt, mehrere tausend Aktien der Pharmafirma ImClone Systems unter Ausnutzung von Insiderkenntnissen verkauft zu haben. Im darauffolgenden Jahr wurden ihr und ihrem ehemaligen Broker von der Securities and Exchange Commission (SEC) mehrere Gesetzesverstöße vorgeworfen. Stewart trat als Vorstandsvorsitzende ihrer Firma zurück, und auch ihre Sendungen auf CBS und UPN wurden eingestellt. 
2004 wurde Stewart wegen Falschaussage hinsichtlich ihrer Aktienverkäufe sowie wegen Verschwörung und Behinderung der Justiz zu fünf Monaten Gefängnis und fünf Monaten Hausarrest verurteilt. Sie wurde im Alderson Federal Prison Camp in Alderson, West Virginia untergebracht. Außerdem musste sie eine Geldstrafe von 30.000 US-Dollar bezahlen, und ihr wurde ein zweijähriges Berufsverbot auferlegt. Diese Vorgänge wurden 2005 in dem Fernsehfilm Der Fall Martha S. (Original: Martha Behind Bars) thematisiert.

## Gegenwart
2005 moderierte Stewart ein Spin-off der Serie The Apprentice mit dem Titel The Apprentice: Martha Stewart, in der sie einen hochrangigen Mitarbeiter für ihr Unternehmen suchte. Ende 2005 erwarb sie von Courtney Love für 122 Millionen Euro ein Viertel der Rechte an den Songtexten der Grunge-Band Nirvana. Stewart ist häufig Zielscheibe der amerikanischen Late-Night-Talkmaster wie Jimmy Kimmel, Jay Leno, David Letterman oder Conan O’Brien.
2012 hatte sie in einer Episode der Sitcom 2 Broke Girls einen Gastauftritt, bei dem sie sich selbst spielte. Es folgten weitere Auftritte in den Kinofilmen Pixels und Bad Moms, wo sie ebenfalls sich selbst verkörperte. Ihr Name tauchte im Zusammenhang mit den sogenannten Paradise Papers auf, die Steuervermeidungstaktiken der Superreichen aufdeckten.
2023 wurde Stewart auf dem Cover der Bademodenausgabe der Sports Illustrated abgebildet. Noch nie zuvor hatte ein Model im Alter von 81 Jahren das Titelblatt der Zeitschrift geziert.

## Dokumentation über ihr Leben
2024 veröffentlichte Netflix die Dokumentation Martha, die von dem renommierten Regisseur R.J. Cutler inszeniert wurde und Stewarts Leben, Erfolge und Herausforderungen nachzeichnet. Der Film bietet einen umfassenden Einblick in Stewarts Aufstieg von einer jungen Modelkarriere über ihre Zeit als Börsenmaklerin bis zur Gründung ihres Medienimperiums und beleuchtet dabei ihren Einfluss auf Generationen als „erste Influencerin“. Die Dokumentation gibt Einblicke in Stewarts persönliche Archive und umfasst Interviews mit ihr sowie mit engen Bekannten.
Trotz ihrer großen eigenen Beteiligung kritisierte Stewart die Dokumentation öffentlich in mehreren Punkten. Sie bemängelte insbesondere die Darstellung ihrer späten Jahre und das Auslassen wichtiger Details, wie ihrer innovativen Arbeit im Magazin Martha Stewart Living, ihrer Reisen mit ihren Enkelkindern und ihrer Liebe zur modernen Fotografie. Außerdem empfand sie die Musikauswahl, Kamerawinkel und die Gewichtung ihres Gerichtsprozesses als unpassend. Der Regisseur Cutler verteidigte den Film und bezeichnete ihn als künstlerisches Porträt einer komplexen, visionären Persönlichkeit.
Die Dokumentation wurde in gemischten Kritiken bewertet: Während einige die ehrliche und inspirierende Darstellung einer starken Frau lobten, kritisierten andere die Gewichtung bestimmter Themen. Stewart selbst zeigte sich dennoch insgesamt erfreut über die Botschaft der Dokumentation.